# Reginhar von Passau
Reginhar (auch Reginar; † 838) war der 9. Bischof von Passau.
Die Herkunft von Reginhar ist nicht bekannt. Wahrscheinlich war er spätestens seit 818 Bischof von Passau. Unter Reginhar erhielt das Bistum verschiedene Schenkungen, u. a. von König Ludwig dem Frommen 823 in Niederösterreich. 829 wurde die Grenze zum Erzbistum Salzburg an Raab und Spratzbach neu festgelegt. 833 und 836 erhielt das Bistum Schenkungen im „Awarenland“ (Bayerische Ostmark) durch König Ludwig den Deutschen. In älterem Schrifttum werden seine Gelehrsamkeit und sein musterhafter Lebenswandel gerühmt.
Sein Leben und seine Bedeutung sind nicht mehr sicher festzustellen, da die Nachrichten über ihn im 13. Jahrhundert durch die „Lorcher Fälschungen“ verändert wurden. Dadurch sollten besondere Ansprüche des Bistums durch entsprechende „Nachweise“ aus der Frühzeit belegt werden. Es gilt daher als unwahrscheinlich, dass er zum Erzbischof von Passau geweiht wurde, wie es überliefert wird. Auch ist unsicher, ob der Missionsbereich des Bistums bis nach Mähren reichte, wie ein Titel apostolus Mavarorum (Apostel der Mährer) andeuten soll.
Nach seinem Tod folgte ihm erst nach zwei Jahren Sedisvakanz Hartwig als Bischof von Passau nach.

## Regesten
- Egon Boshof (Hrsg.): Die Regesten der Bischöfe von Passau. Bd. 1: 731–1206, München 1992, S. 25–32.